# Rivière Wilson
Pour les articles homonymes, voir Wilson et Wilson River.
La rivière Wilson est un affluent de la rive nord-est du lac Quévillon, coulant dans Eeyou Istchee Baie-James, dans la région administrative du Nord-du-Québec, au Québec, au Canada. Le cours de la rivière traverse les cantons de Wilson et Verneuil.
La foresterie constitue la principale activité économique du secteur ; les activités récréotouristiques, en second.
La partie inférieure de la rivière Wilson est desservie par une route forestière secondaire qui longe du côté est le chemin de fer reliant Lebel-sur-Quévillon à Chibougamau. La surface de la rivière Wilson est généralement gelée du début décembre à la fin-avril.

## Géographie

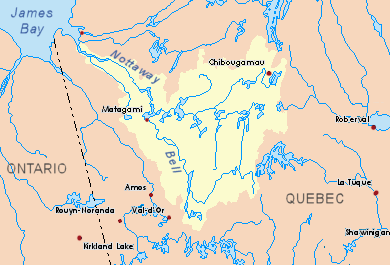
Bassin hydrographique de la rivière Nottaway.

Les bassins versants voisins de la rivière Wilson sont :
- côté nord : lac Pusticamica, lac Waswanipi, rivière Wedding ;
- côté est : lac Castonguay, rivière O'Sullivan, rivière Wetetnagami, lac Wetetnagami ;
- côté sud : rivière Kiask, rivière Cuvillier ;
- côté ouest : lac Quévillon, rivière Quévillon, rivière Bell.

La rivière Wilson prend naissance dans Eeyou Istchee Baie-James, à l'embouchure d’un lac non identifié (longueur : 2,3 km ; largeur maximale : 1,3 km ; altitude : 389 m). Ce lac est enclavé entre de zones de marais. Il est situé sur la limite des régions administratives de Abitibi-Témiscamingue et Eeyou Istchee Baie-James.
À partir de l'embouchure du lac de tête, la rivière Wilson coule sur 61,8 km selon les segments suivants :
Partie supérieure de la rivière Wilson (segment de 20,7 km)
- 9,6 km vers le nord en traversant des zones de marais, jusqu’à l’embouchure d’un lac non identifié (longueur : 1,0 km ; altitude : 381 m) que le courant traverse sur sa pleine longueur ;
- 6,8 km vers le nord-est, jusqu’à la rive sud du lac Wilson ;
- 4,3 km vers l'ouest en traversant la partie ouest du lac Wilson (longueur : 9,2 km ; altitude : 366 m), jusqu'à son embouchure situé au fond de la Baie Atite ;

Partie inférieure de la rivière Wilson (segment de 41,4 km)
À partir de l’embouchure du lac Wilson, la rivière Wilson coule sur :
- 7,4 km vers le sud-ouest, jusqu’au Petit ruisseau Kinebik (venant du sud-est) ;
- 7,6 km vers le sud-ouest, jusqu’à un ruisseau (venant de l’est) ;
- 9,6 km vers l'ouest, en formant un crochet vers le sud en fin de segment ;
- 13,1 km en formant une grande courbe vers le sud-ouest, puis le nord-ouest en traversant le Rapide Mako, jusqu’au chemin de fer ;
- 3,7 km vers l'ouest en passant au nord d’une montagne dont le sommet atteint 369 m, jusqu'à sa confluence[2].

La rivière Wilson se déverse sur la rive nord-est du lac Quévillon lequel se déverse par le sud dans la rivière Quévillon, un affluent de la rivière Bell. Cette dernière s’écoule vers le nord-ouest jusqu’au lac Matagami lequel se déverse à son tour dans la rivière Nottaway, un affluent de la Baie de Rupert (Baie James).
La confluence de la rivière Wilson avec le lac Quévillon est située à :
- 9,0 km au nord-est de l’embouchure du Lac Quévillon ;
- 15,3 km au nord-est de l’embouchure de la rivière Quévillon ;
- 42,4 km au nord de l’embouchure du lac Parent ;
- 82 km au nord du centre-ville de Senneterre ;
- 93,5 km au sud-est du centre-ville de Matagami ;

## Histoire
Le terme Wilson constitue un patronyme de famille d’origine anglaise.
Le toponyme rivière Wilson a été officialisé le 5 décembre 1968 à la Commission de toponymie du Québec, soit lors de sa création.